# Canton de Mercœur
Le canton de Mercœur est une ancienne division administrative française située dans le département de la Corrèze, en région Limousin.

## Histoire
Le canton de Mercœur est l'un des cantons de la Corrèze créés en 1790, en même temps que la plupart des autres cantons français. Il a d'abord été rattaché au district de Tulle avant de faire partie de l'arrondissement de Tulle.

### Redécoupage cantonal de 2014-2015
Par décret du 24 février 2014, le nombre de cantons du département passe de 37 à 19, avec mise en application aux élections départementales de mars 2015. Le canton de Mercœur est supprimé à cette occasion. Ses dix communes sont alors rattachées au canton d'Argentat.

## Géographie
Ce canton était organisé autour de Mercœur dans l'arrondissement de Tulle. Son altitude variait de 136 m (Altillac) à 624 m (Goulles) pour une altitude moyenne de 463 m.

## Représentation

### Conseillers d'arrondissement (de 1833 à 1940)
| Période                                  | Période          | Identité                      | Étiquette   | Qualité |
| ---------------------------------------- | ---------------- | ----------------------------- | ----------- | --- |
| 1833                                     | 1848             | Jean Antoine Mataud Laqueille |             | Maire de Goulles                                                                                            |
|                                          |                  |                               |             | |
|                                          | 1899 (démission) | Louis Soulié (1860-1947)      | Républicain | Médecin - Maire de Sexcles                                                                                  |
|                                          |                  |                               |             | |
| 1901                                     |                  | M. Vinsat                     | Républicain | |
|                                          |                  |                               |             | |
| 1925                                     | 1931             | Jean-Baptiste Irénée Bouyssou | Républicain | Notaire, maire de Mercœur                                                                                   |
| 1931                                     | 1940             | Adolphe Teilhet               | Radical     | Cultivateur, maire de Camps                                                                                 |
| 1940                                     |                  |                               |             | Les conseils d'arrondissement ont été suspendus par la loi du 12 octobre 1940 et n'ont jamais été réactivés |
| Les données manquantes sont à compléter. |                  |                               |             | |

### Conseillers généraux de 1833 à 2015
| Période | Période | Identité                    | Étiquette     | Qualité |
| ------- | ------- | --------------------------- | ------------- | --- |
| 1833    | 1842    | Jean-Géraud Meilhac         |               | Notaire, maire de Mercœur                                                                                              |
| 1842    | 1845    | Antoine-Clair Lestourgie    |               | Juge de paix, maire d'Argentat                                                                                         |
| 1845    | 1867    | Cyprien-Antoine Laveyrie    | Républicain   | Notaire à Labalvie Maire de Goulles                                                                                    |
| 1867    | 1877    | Ernest Roudié               | Droite        | Notaire - Maire de Mercœur                                                                                             |
| 1877    | 1886    | Cyprien-Antoine Laveyrie    | Républicain   | Notaire - Maire de Goulles                                                                                             |
| 1886    | 1899    | Ernest Roudié               | Droite        | Notaire - Maire de Mercœur                                                                                             |
| 1899    | 1928    | Louis Soulié (1860-1947)    | Républicain   | Médecin - Maire de Sexcles, conseiller d'arrondissement                                                                |
| 1928    | 1940    | Raoul Peuch                 | Rad.          | Médecin - Maire de Sexcles Elu en 1945 dans le Canton de La Roche-Canillac                                             |
|         |         |                             |               | |
| 1945    | 1970    | Adolphe Teilhet (1895-1987) | Rad.          | Cultivateur Maire de Camps, ancien conseiller d'arrondissement                                                         |
| 1970    | 1994    | Jean Teilhet                | Rad. puis RPR | Cultivateur - Maire de Camps puis de Camps-Saint-Mathurin-Léobazel Suppléant du député Jean-Pierre Bechter (1978-1981) |
| 1994    | 2015    | Lucien Delpeuch             | RPR puis UMP  | Agriculteur Maire de Reygade                                                                                           |

## Composition
Le canton de Mercœur regroupait dix communes et comptait 2 623 habitants au 1er janvier 2012.
| Nom                             | Code Insee | Intercommunalité         | Population (dernière pop. légale) |
| ------------------------------- | ---------- | ------------------------ | --------------------------------- |
| Mercœur (chef-lieu)             | 19133      | CC Xaintrie Val'Dordogne | 253 (2014)                        |
| Altillac                        | 19007      | CC Midi Corrézien        | 864 (2014)                        |
| Bassignac-le-Bas                | 19017      | CC Xaintrie Val'Dordogne | 89 (2014)                         |
| Camps-Saint-Mathurin-Léobazel   | 19034      | CC Xaintrie Val'Dordogne | 243 (2014)                        |
| La Chapelle-Saint-Géraud        | 19045      | CC Xaintrie Val'Dordogne | 221 (2014)                        |
| Goulles                         | 19086      | CC Xaintrie Val'Dordogne | 316 (2014)                        |
| Reygade                         | 19171      | CC Xaintrie Val'Dordogne | 198 (2014)                        |
| Saint-Bonnet-les-Tours-de-Merle | 19189      | CC Xaintrie Val'Dordogne | 50 (2014)                         |
| Saint-Julien-le-Pèlerin         | 19215      | CC Xaintrie Val'Dordogne | 129 (2014)                        |
| Sexcles                         | 19259      | CC Xaintrie Val'Dordogne | 234 (2014)                        |

Ces communes se sont regroupées en une communauté de communes : la communauté de communes du Canton de Mercœur.

## Démographie
| 1962  | 1968  | 1975  | 1982  | 1990  | 1999  | 2006  | 2011  | 2012  |
| ----- | ----- | ----- | ----- | ----- | ----- | ----- | ----- | ----- |
| 3 949 | 3 735 | 3 309 | 3 138 | 2 875 | 2 552 | 2 579 | 2 621 | 2 623 |